# Abbazia Mater Ecclesiae

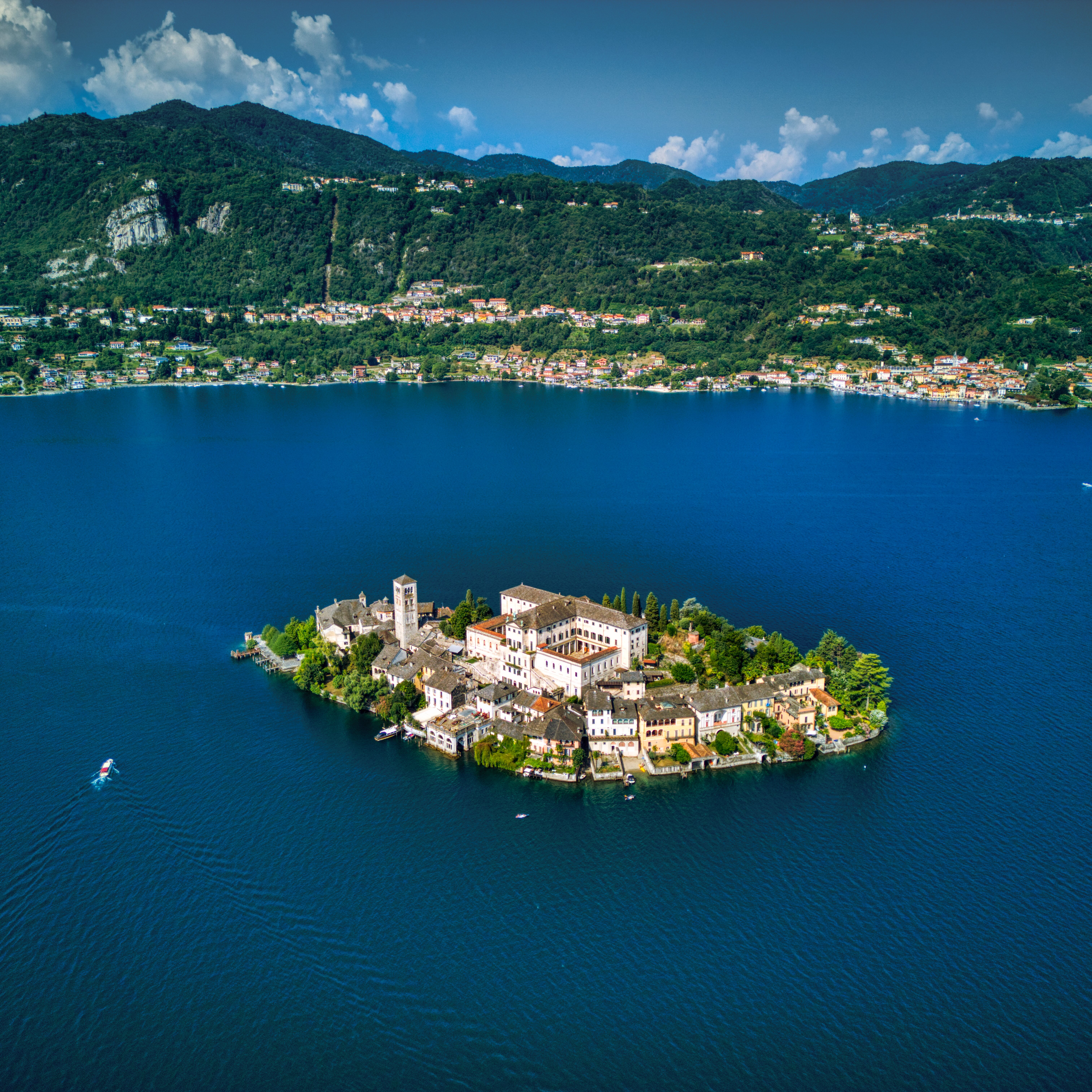
L'abbazia Mater Ecclesiae, situata sull'isola di San Giulio, sul lago d'Orta

L'abbazia Mater Ecclesiae è un'abbazia benedettina femminile di clausura, situata sull'isola di San Giulio, sul lago d'Orta, in provincia e diocesi di Novara.
È aperta tutto l'anno, tranne a novembre, ed effettua ospitalità di singoli e gruppi di ambo i sessi (siano essi sacerdoti, religiosi, laici).
Fino al 2018 ne è stata badessa Anna Maria Cànopi, scrittrice di libri sulla spiritualità e profonda erudita della letteratura patristica; le è succeduta nell'abbaziato madre Maria Grazia Girolimetto.

## Storia
L'insediamento monastico, intitolato a Maria Madre della Chiesa, risale al 1973, come una fondazione dell'abbazia di Viboldone (MI). Le sei monache, guidate da Anna Maria Cànopi, giunsero sull'isola installandosi quindi nell'ex palazzo vescovile. In seguito al rapido aumento del numero dei membri, nel 1989 la comunità si trasferì al centro dell'isola nella sede dell'ex seminario diocesano.
Nell'abbazia vivono oggi circa settanta monache benedettine, che conservano e tengono viva la tradizione di Guglielmo da Volpiano, nato nel 962 nell'isola di san Giulio, il quale contribuì fortemente alla diffusione del monachesimo in Europa.
La comunità ha anche dato vita a un nuovo monastero, germinato dagli sforzi di una delegazione inviata dalla madre badessa. È il monastero Regina Pacis a Saint-Oyen, che attualmente (2006) conta 14 monache.
Il 31 agosto 2009 l'allora patriarca melchita-cattolico Gregorio III Laham ha visitato l'abbazia, celebrandovi una divina liturgia in rito bizantino.

## Lavori manuali
Nell'abbazia si svolgono ricerche e studi su testi antichi e traduzioni. Vengono elaborati scritti e pubblicazioni a sussidio della Lectio divina.
Dal 1984 vi si svolge un'importante attività di restauro di tessuti antichi (arredi, vesti sacre, arazzi, ecc.) che si contraddistingue non solo per la professionalità del restauro, ma anche per gli studi e le ricerche in tale campo.
Vengono confezionati paramenti liturgici.
Il sapiente utilizzo di antichi telai a mano permette di produrre tessuti di elevata qualità.
È praticata la pittura per la produzione di icone originali, inoltre vengono preparate le ostie-pane.
La "Scuola di restauro di tessuti e arazzi" dell'isola è collegata all'Opificio delle pietre dure di Firenze.